# Gouvernement Armen Sarkissian
Arménie
Bagratian II Kotcharian
Le gouvernement Armen Sarkissian est le gouvernement de l'Arménie du 3 novembre 1996 au 20 mars 1997.

## Majorité et historique
Il s'agit du gouvernement formé par Armen Sarkissian.

## Composition
- Les nouveaux ministres sont indiqués en gras, ceux ayant changé d'attributions en italique.

| Poste                                                                                                   | Titulaire | Titulaire             | Parti |
| --- | --------- | --------------------- | ----- |
| Premier ministre                                                                                        |           | Armen Sarkissian      | Sans  |
| Ministre de l'Agriculture                                                                               |           | Vladimir Mvovissian   | Sans  |
| Ministre de la Culture, Jeunesse et des Sports                                                          |           | Armen Smbatian        | Sans  |
| Ministre de la Défense                                                                                  |           | Vazgen Sargsian       | HHK   |
| Ministre de l'Économie                                                                                  |           | Vahram Avanesian      | Sans  |
| Ministre de l'Énergie                                                                                   |           | Gagik Martirosian     | Sans  |
| Ministre de la Protection de l'environnement et des Ressources naturelles                               |           | Souren Avetisian      | Sans  |
| Ministre des Finances                                                                                   |           | Levon Bakhoudarian    | Sans  |
| Ministre des Affaires étrangères                                                                        |           | Alexander Arzoumanian | Sans  |
| Ministre de la Santé                                                                                    |           | Ara Babloian          | Sans  |
| Ministre de l'Éducation et de la Science                                                                |           | Artach Petrosian      | Sans  |
| Ministre de l'Industrie                                                                                 |           | Achot Safarian        | Sans  |
| Ministre de l'Information                                                                               |           | Hrachia Tamrazian     | Sans  |
| Ministre des Affaires intérieures                                                                       |           | Vano Siradeghian      | HHS   |
| Ministre de la Justice                                                                                  |           | Marat Alexanian       | Sans  |
| Ministre de la Sécurité nationale                                                                       |           | Serge Sarkissian      | Sans  |
| Ministre du Travail, de la Sécurité sociale, et la Migration de population et des Affaires des réfugiés |           | Hranouch Hakobian     | Sans  |
| Ministre du Commerce, des Services et du Tourisme                                                       |           | Garnik Nanagoulian    | Sans  |
| Ministre des Transports                                                                                 |           | Henrik Kochinian      | Sans  |
| Ministre du Plan urbain                                                                                 |           | Felix Piroumian       | Sans  |